# Christina Geiger
Christina Geiger, född 6 februari 1990, är en tysk alpin skidåkare som debuterade i världscupen den 29 december 2008 i Semmering i Österrike. Hennes första pallplats i världscupen kom när hon slutade trea i tävlingen i slalom den 29 december 2010 i Semmering i Österrike.
Geiger deltog vid olympiska vinterspelen 2010, 2014 och 2018.